# Костёл Божией Матери Неустанной Помощи (Шеметово)
Костёл Девы Марии Неустанной Помощи (бел. Касцёл Маці Божай Нястомнай Дапамогі) — католический храм в деревне Шеметово Мядельского района Минской области Республики Беларусь. Относится к Будславскому деканату Минско-Могилевского архидиоцеза.

## История
В 1697 году владелец Шеметово Криштоф Деспот-Зенович построил часовню, которая находилась на повороте из Шеметова в Кобыльник (Нарочь) и относилась к Засвирскому монастырю. Эта часовня просуществовала около 100 лет, так как упоминается ещё в 1790 году. 1 июля 1697 года Криштоф пригласил в имение Шеметово монахов из ордена босых кармелитов, которые построили в Засвири монастырь.
В 1714 году Криштоф Деспот-Зенович построил вторую часовню в своем дворе Шеметощизна на холме на правом берегу реки Великий Перекоп. Возле этой небольшой деревянной часовни были расположены захоронения владельцев Шеметова, в том числе Сулистровских. В 1816 году рядом со старой часовней Казимир Сулистровский возвел каменную, внутри которой устроил фамильный склеп. 11 мая 1828 года свирский прелат ксендз Андрей Сенкевич освятил её во имя Святого Казимира. Некоторое время в Шеметове одновременно существовали две часовни.
В 1810 году минский губернатор Казимир Сулистровский завершил строительство большого деревянного костёла, который имел три алтаря. В том же году его освятил декан завилейский свирский прелат ксендз Антоний Богеньский во имя Вознесения Господнего. Он располагался там же, где и первая часовня, сейчас на этом месте растут большие березы. В 1813 году ксендзом в Шеметовском приходе был кармелит Андриан Барташевич.
Есть факты, указывающие на более ранее существование католического прихода в Шеметово. В историческом архиве в Вильнюсе хранятся выписки из свидетельств о крещении и о смерти из архива бывшего приходского костёла в Шеметово, начиная с 1804 года, утверждённые свирским деканом — ксендзом Андреем Сенкевичем. Есть и другие факты. Когда в 1789 году Алоиз Сулистровский приобрел у смоленского каштеляна Андрея Зеновича имение Чурлёны былого Марковского уезда (сейчас это территория Вилейского района), его жене понравилось жить в Чурлёнах и в 1816 году выхлопотала разрешение на открытие каплицы. Каплицу оборудовали на втором этаже лямуса. В эту каплицу были перевезены книги о крещении с 1731 года Шеметовского костёла, брачные с 1781 года и похоронные с 1774 по 1820 года включительно. Каплица в Чурлёнах была упразднена в 1825 году, когда умерла владелица.
В 1832 году, после подавления польского восстания, царское правительство ликвидировало приход в Шеметово вместе с кармелитским монастырем в д. Засвирь. Шеметовский ксендз Амброзий Прежмовский в 1832 году переехал в Свирь и стал вице-прелатом свирского костела. По сведениям мядельского краеведа И. Древницкого, деревянный костёл был передан униатам. Они его разобрали и перевезли в деревню Сосново, что располагалась на берегу Мядельского озера. В 1839 году уния была упразднена и храм перешёл к православным верующим. Позднее был учрежден Сосновский (Кобыльницкий) православный приход Вилейского благочиния, впоследствии — Мядельского.
В 1890 году прихожане из Шеметово посещали костёл в местечке Свирь. Об этом свидетельствуют метрики свирского костела за 1890 год
В 1902 году Болеслав Скирмунт, владелец усадьбы Шеметово, значительно перестроил и расширил каменную каплицу в имении, построенную в 1816 году. Были достроены нефы, где сейчас находится пресбитерий и алтарная часть, а за алтарной частью — ризница.
30 июля 1904 года новый костёл был освящён виленским епископом Эдвардом фон Роппом. В 1904 году были также построены плебания и каменный дом для костельной прислуги. Для нужд плебании и костёла пан Скирмунт выделил 34 десятины (37 га) земли и назначил ксендзам содержание в 300 рублей.
В отделе ЗАГС Мядельского райисполкома хранятся метрическая книга Шеметовского костела о рождении, браке и смерти за 1925—1938 гг.
Известно также, что прадед знаменитого композитора Дмитрия Шостаковича — Пётр Шостакович был родом из Виленской губернии, «Завелейского уезда, Шеметовского прихода». Согласно воспоминаниям Синифона Васильевича Артаева из Малой Сырмежи, осенью 1939 года возле его дома остановилась полуторка из Кобыльника. Из кабины вышел шофёр в военной форме и спросил проезжая ли дорога к Шеметово. Потом к разговору присоединился невысокий худой в очках человек. Он представился «Шостакович» и поинтересовался, сохранился ли в Шеметово костёл.
В послевоенное время костёл не был закрыт, так как в годы войны местные жители спасли раненого советского летчика и, по преданию, именно он защитил костёл от закрытия, поскольку занимал большую должность. Этот факт находит подтверждение в рассказе Алены Раецкой из соседней деревни Старлыги, которая сообщила в 2013 году, что «старая» Скирмунтова присматривала «за русским офицером»: последним делились, кормили, ухаживали.
13 апреля 1991 года Шеметовский приход вошёл в состав Будславского деканата Минско-Могилевского архидиоцеза.

## Внешний вид
Главный фасад костела ориентирован к искусственным прудам, которые являются частью пейзажного парка бывшей усадьбы. Храм поставлен на высокий цоколь, в плане образует крест: вытянутый прямоугольник в центре перпендикулярно пересекает трансепт, крылья которого выступают на боковых фасадах. Основной прямоугольный объём покрыт двухскатной крышей. Прямоугольная апсида входит в основной объём храма и определена более низкой трехскатной крышей.
Во внешнем оформлении широко использованы ордерные элементы, что характерно для архитектуры классицизма. Главный фасад выделен 4 колоннами дорического ордера, которые поставлены на высокие базы. Между колоннами — 2 ниши. В центре фасада прямоугольный дверной проем, над которым расположено полуциркульное окно — люнетта. Завершается главный фасад широким фризом и развитым профилированным карнизом, над которым возвышается треугольный фронтон с маленьким круглым окном в центре. К центральному входу ведут широкие ступеньки. Боковые фасады вытянуты, их стены прорезаны прямоугольными окнами с цветными витражами и украшены пилястрами. Крылья трансепта на боковых фасадах выполнены в виде выступающих двухколонных дорических портиков, завершенных треугольными фронтонами с маленьким круглым окном в центре.

## Внутреннее убранство
Внутри стены были расчленены пилястрами с коринфским капителями. Над входом галерея хоров, которые опираются на две многогранные колонны. На хорах находится орган.
При строительстве из Варшавы были приглашены художники, которые занимались созданием сюжетных витражей. Стены интерьера украшены живописью на евангельские темы, декорированы растительным орнаментом. Центром композиции интерьера является деревянный алтарь, декорированный позолоченной резьбой и скульптурой. Деревянный амвон, декорированный позолоченной резьбой по дереву, выполнен в виде чаши, которую поддерживает изображение орла (копия амвона Петра Скарги в Виленском кафедральном костёле).
В главном алтаре храма помещена икона Матери Божьей Остробрамской и над ней — икона Матери Божьей Неустанной Помощи (она является точной копией чудотворной иконы из храма Святого Альфонса Лигуори в Риме). Священник Казимир Скирмунт, брат Болеслава, который жил в Риме, прислал эту икону в дар именно для костёла Матери Божьей Неустанной Помощи в Шеметово.
Костёл украшают восемь витражных окон с изображениями святых. На одном из витражей, слева, изображение св. Казимира, который молится на коленях перед дверьми Виленского кафедрального костёла; на другом изображён Станислав Костка — опекун детей и молодёжи; на третьем — Св. Станислав Бискуп. На хорах — витражное окно в форме полукруга с монограммой Девы Марии, которое не сохранилось.
Крест-распятие пожертвован Хеленой Скирмунт в 1863 году (выполнен в Вене на фабрике Карла Килермана).
На стенах костёла установлены мемориальные таблички фундаторов костёла и умерших хозяев Шеметова. На стене с правой стороны располагаются две таблички: Юзэфы Скирмунт из рода Хоминских, которая умерла в 1899 года и захоронена в подвалах Свирского костела, а также Марии Скирмунт (из рода Твардовских), которая умерла в 1907 году и похоронена в Пинске. На левой стороне костела находятся ещё две памятные таблички: одна с именем Габриелы Скирмунт из Умястовских, которая умерла в Шеметове в 1922 году, и ксендза-прелата Казимира Скирмунта, который умер в 1932 году в Риме и подхорунжего Константина Скирмунта, который погиб во время советско-польской войны под Быстрицей. На второй табличке размещены имена Антонины Скирмунт из рода Оскерков и Казимира Сулистровского. В костельной крипте захоронены останки представителей из родов Сулистровских и Скирмунтов. Последние таблички в костёльной крипте (Габриэлы Скирмунт и Габриэлы Корибут-Дашкевич) датированы 30 декабря 1942 года.

## Юбилей
30—31 июля 2004 года в Шеметове, в честь 100-летия освящения костёла, проходили юбилейные праздники: святая месса, освящение памятной таблицы на месте дворца Скирмунтов, концерт духовной музыки, процессия, реферат по истории Шеметова, освящение юбилейного знака. Святую мессу проводил кардинал Казимир Свёнтак.

## Звонница
Высокая деревянная двухъярусная звонница расположена справа от костела, построена в XIX веке. Квадратная в плане, на невысоком каменном цоколе, имеет двухъярусную композицию. Нижний ярус вертикально обшит досками, верхний — открытый. Имеются два колокола; больший весит 885 кг. Покрыта звонница шатровой крышей с металлическим крестом.

## Плебания
В 1904 году возле костёла была построена плебания, сохранившаяся до наших дней. В настоящее время это здание используется как хозяйственная постройка, ксёндз держит в двух комнатах несколько десятков птиц.

## Хронология
- 1697 — строительство часовни на повороте из Шеметова в Кобыльник владельцем имения Криштофом Деспотом-Зеновичем;
- 1 июля 1697 — в шеметовское имение прибыли монахи-кармелиты, которые в Засвири основали кармелитский монастырь;
- 1714 — строительство деревянной часовни в имении Шеметово Криштофом Деспотом-Зеновичем;
- 1791 — о. Юзаф Кункевич, кармелит;
- 1810 — строительство деревянного костёла на месте первой часовни минским губернатором Казимиром Сулистровским;
- 1813 — о. Андриан Барташевич, кармелит;
- 1816 — строительство каменной часовни с фамильным склепом в имении Шеметово Казимиром Сулистровским;
- 1819 — о. Паулин Янушевский, кармелит;
- 11 мая 1828 — освящение каменной часовни во имя Св. Казимира свирским прелатом ксендзом Андреем Сенкевичем;
- 1832 — о. Амброзий Пражмовский. После ликвидации монастыря в Засвири костёл был закрыт, а позднее разобран униатами и перевезен в д. Сосново;
- 1902 — перестройка и расширение каменной часовни Болеславом Скирмунтом;
- 30 июля 1904 — костел освящён виленским епископом Эдвардом Ропом;
- 1906 — восстановление Шеметовского прихода Свирского деканата;
- 1907 −1909 — о. Мечислав Петржиковский[6];
- 1915 — о. Эдуард Миколаюн[7] и о. Владислав Курпис-Гарбовский;
- 1927 −1928 — о. Адольф Ромецкий;
- 1928 −1944 — о. Стефан Романовский;
- 1940 −1961 — о. Станислав Кучинский[8];
- 1995—1997 — о. Войцех Леманский (из Свири);
- 1998—2003 — о. Богуслав Морджеевский (из Свири);
- 2007—2008 — о. Петр Шарко;
- 2013 — о. Владислав Нестарый.